# DishHD

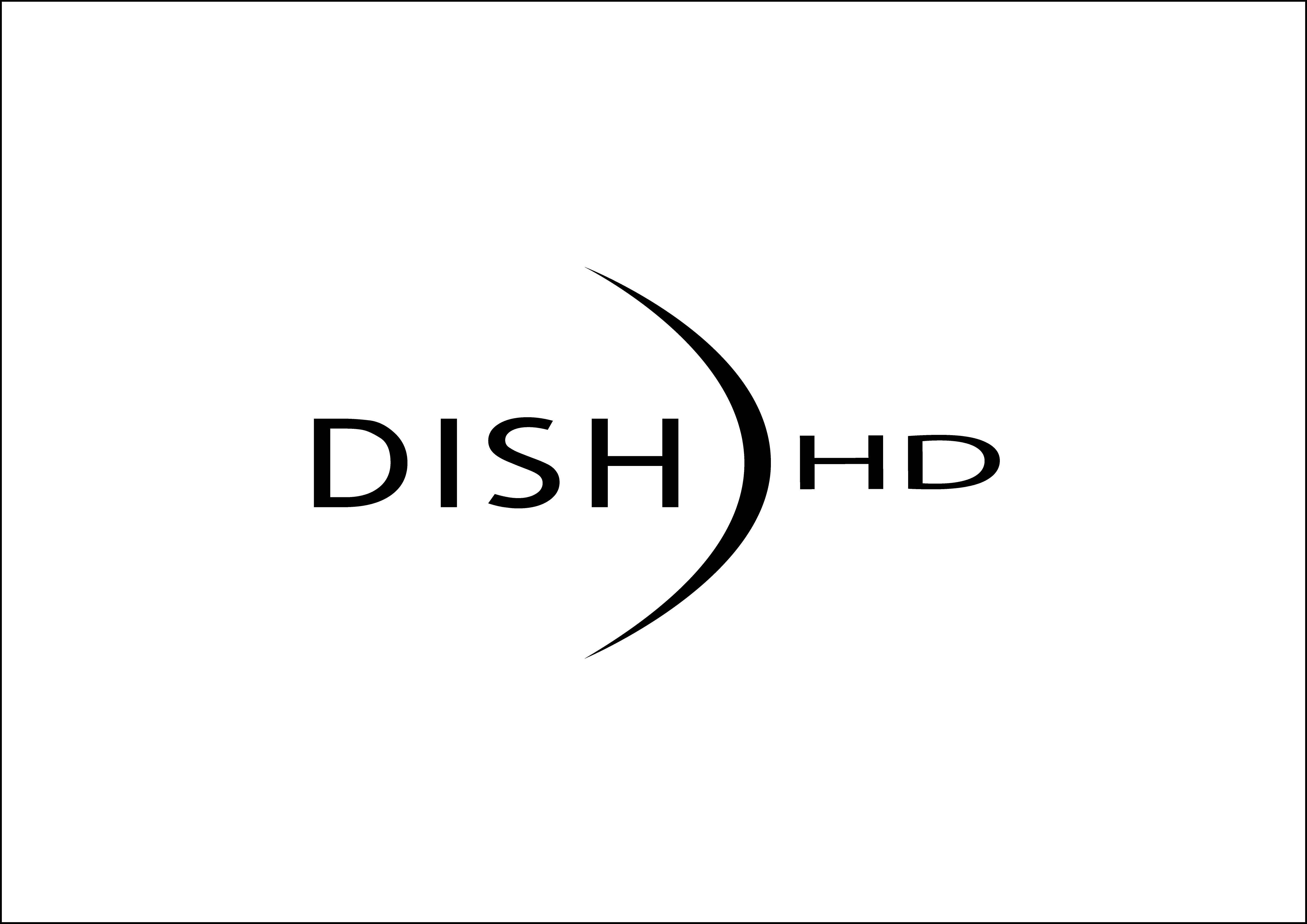
로고

DishHD는 고화질의 DTH(direct-to-home, 위성을 통해 개개의 가정으로 직접 채널을 송신하는 사업 방식) 위성 TV 서비스를 제공하는 아시아의 회사이다.
DishHD 사의 본사는 대만 타이페이에 위치하고 있다.

## 같이 보기
- 디시 네트워크